# Macrocytaire anemie
Macrocytaire anemie  is een vorm van bloedarmoede (anemie) die wordt gekenmerkt door macrocyten, die groter zijn dan rode bloedcellen normalerwijze zijn (normocyten). Hun schijfdiameter ligt dan boven 9 micrometer. Men spreekt van macrocytaire anemie als het gemiddelde volume van de bloedcellen (MCV) hoger is dan 100 femtoliter d.i. 100 μm3.
De belangrijkste oorzaken van macrocytaire anemie zijn vitamine-B12- en/of foliumzuurtekort. Voor deze gevallen wordt ook wel de term megaloblastaire anemie gebruikt. Andere oorzaken zijn onder andere overmatig gebruik van alcohol / alcoholverslaving, medicatie, leverziekten, overmatig lachgasgebruik en myelodysplastisch syndroom (MDS), een vorm van leukemie ofwel bloedkanker.
Pernicieuze (verderfelijke) anemie is een macrocytaire anemie.